# Scorțeni (Prahova megye)
Scorțeni község Prahova megyében, Munténiában, Romániában.  A hozzá tartozó települések: Bordenii Mari, Bordenii Mici, Mislea és Sârca.

## Fekvése
A megye középső részén található, a megyeszékhelytől, Ploieşti-től, huszonhét kilométerre északnyugatra, a Runcu, Sarata valamint Telega patakok mentén, a Szubkárpátok dombságain.

## Történelem
A 19. század végén a község Prahova megye Prahova járásához tartozott és Scorțeni valamint Mislea falvakból állt, összesen 1474 lakossal. A község tulajdonában volt egy iskola, két templom. egy-egy mindkét faluban, valamint egy kiskorúaknak fenntartott börtön. A községhez tartozott a Mislea kolostor, egészen annak 1883-as leégéséig. Az egykori kolostor egyik újjáépített épületében alakították ki később a kiskorúak börtönét.
Ezen időszakban az egyik szomszédos község Bordeni volt, mely Bordenii Mari, Bordenii Mici és Sârca falvakból állt, összesen 1318 lakossal. A tulajdonában volt egy iskola valamint két templom, melyek közül a Bordenii Mari-t 1841-ben építették a Bordeanu fivérek, a másikat a 18. század végén szerzetesek alapították.
A két világháború között mindkét község a Prahova megyei Prahova járáshoz tartozott.
1950-ben közigazgatási átszervezés alapján, a Prahova-i régió Câmpina rajonjához kerültek, majd 1952-től a Ploiești régióhoz csatolták őket.
1968-ban ismét megyerendszert vezettek be az országban, ekkor szüntették meg Bordeni községet és csatolták Scorțeni-hez.

## Lakossága
A nemzetiségi megoszlás a következő:
| 2002           | 2002 | 2002   |
| -------------- | ---- | ------ |
| Románok        | 6079 | 99,73% |
| Lipovánok      | 7    | 0,11%  |
| Magyarok       | 4    | 0,06%  |
| Romák          | 3    | 0,04%  |
| Törökök        | 1    | 0,01%  |
| Más etnikumúak | 1    | 0,01%  |
| Összesen       | 6095 | 100,0% |